# Kościół św. Stanisława Biskupa i Męczennika w Lipem
Kościół św. Stanisława Biskupa i Męczennika – drewniany parafialny kościół katolicki zlokalizowany we wsi Lipe, w gminie Blizanów (powiat kaliski).

## Historia
Kościół wybudowano w 1753 z drewna w miejscu starszego (murowana zakrystia jest pozostałością tego starszego kościoła). Fundatorką była Eleonora z Lipskich Małachowska-Lubomirska. W 1897 do świątyni dobudowano od północy ceglaną neogotycką kaplicą grobową Radońskich. Obiekt był kilkakrotnie restaurowany, ostatnim razem w 1990.

## Architektura
Obiekt konstrukcji wieńcowej, oszalowany, orientowany. Prezbiterium węższe od nawy, zamknięte trójbocznie. Dach kryty gontem. Na dachu sygnaturka z latarnią, zwieńczona cebulastym hełmem z kulą i krzyżem. W kaplicy grobowej sklepienie krzyżowo-żebrowe. W nawie i prezbiterium zrekonstruowana jest polichromia.

## Wyposażenie
Na wyposażeniu świątyni jest rzeźba Matki Boskiej z około 1500 (późny gotyk), a także grupa pasyjna (barokowa) zlokalizowana na belce tęczowej. Ołtarz główny i boczne rokokowe, pochodzą z 2 połowy XVIII wieku. Przy ścianie południowej barokowa chrzcielnica z rzeźbą przedstawiającą chrzest Chrystusa (2 połowa XVIII wieku).

## Otoczenie
Drewniana dzwonnica konstrukcji słupowej, kryta dachem namiotowym z drugiej połowy XVIII wieku.

## Galeria

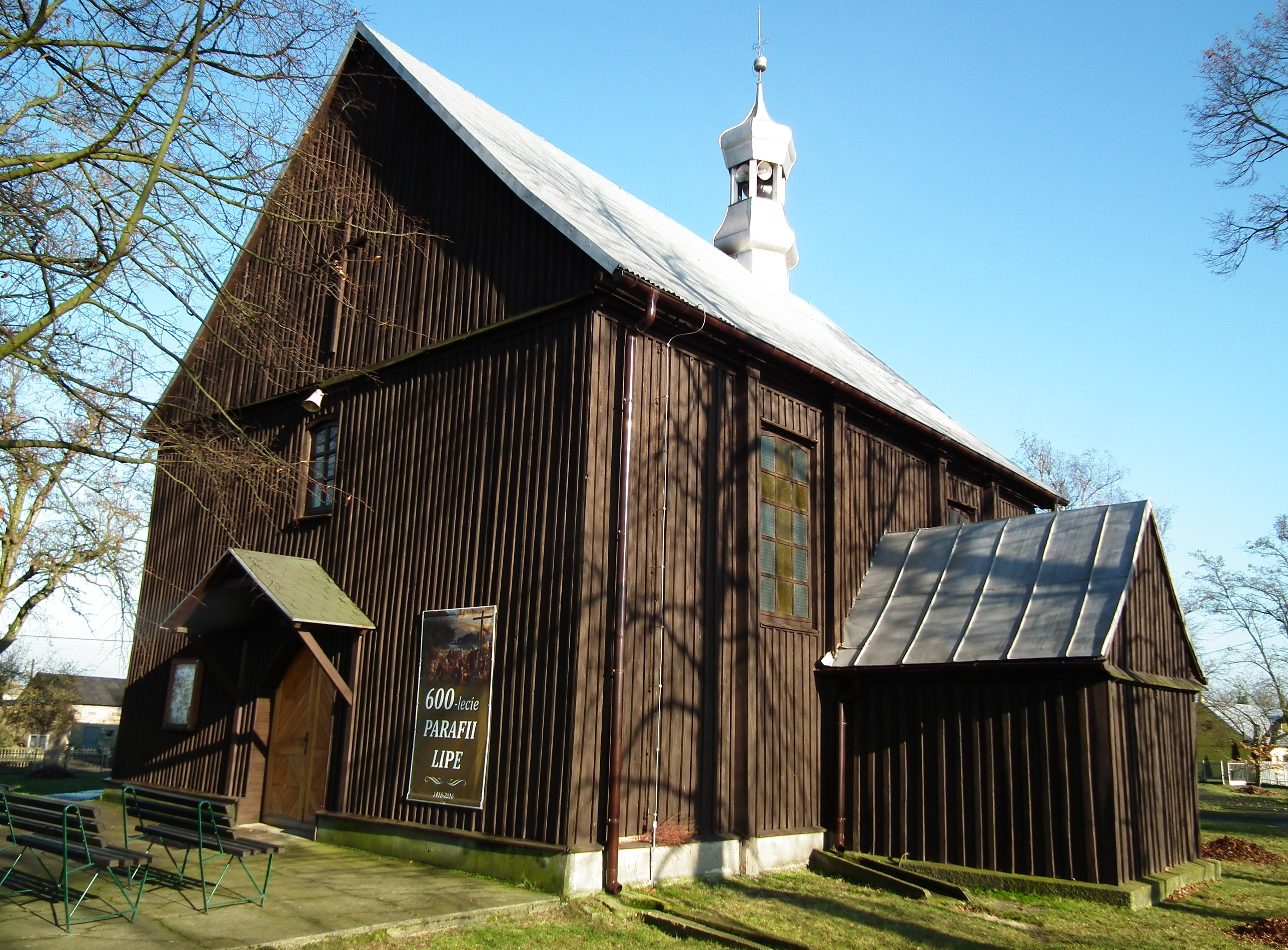
Część drewniana
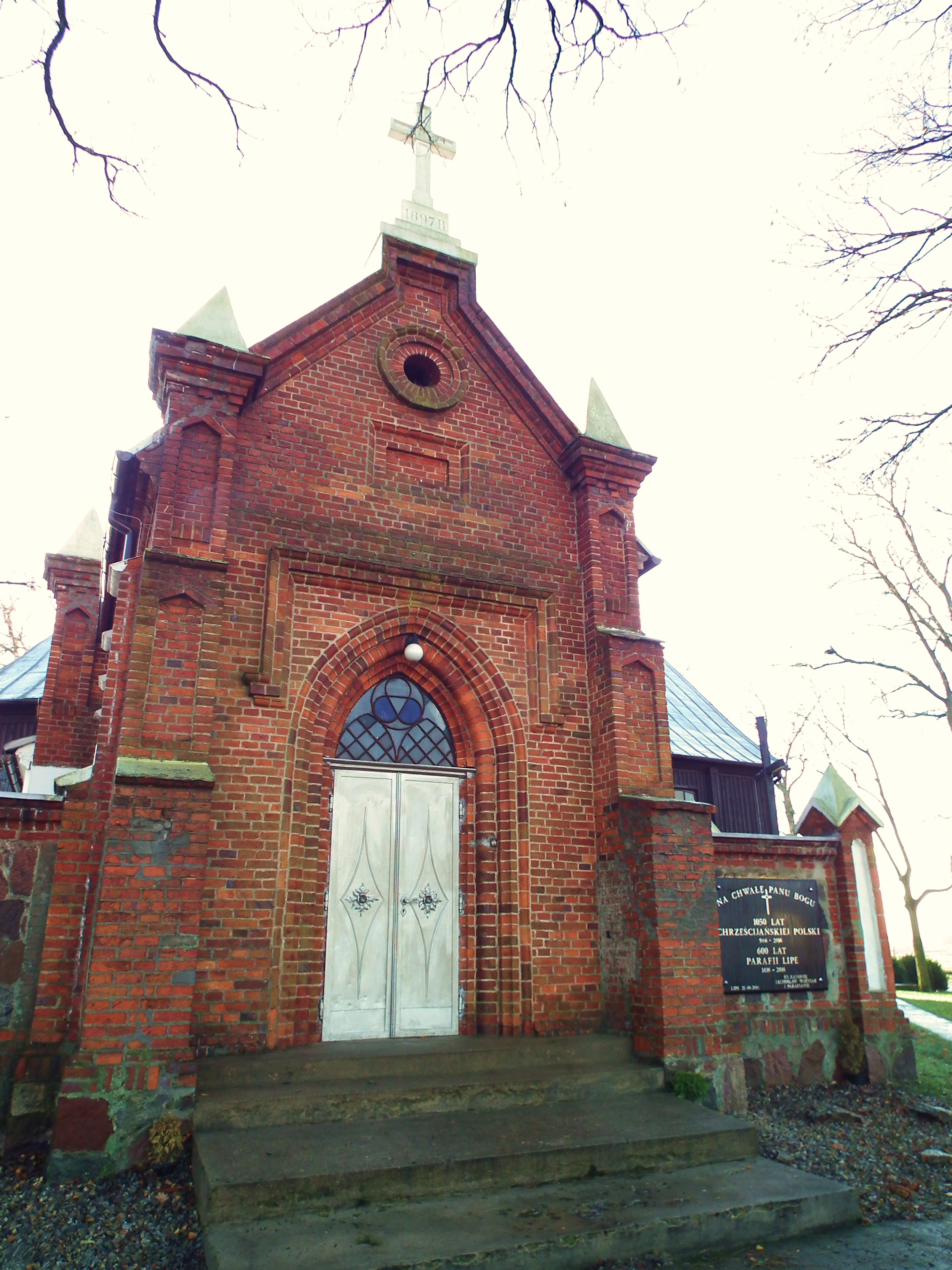
Kaplica Radońskich
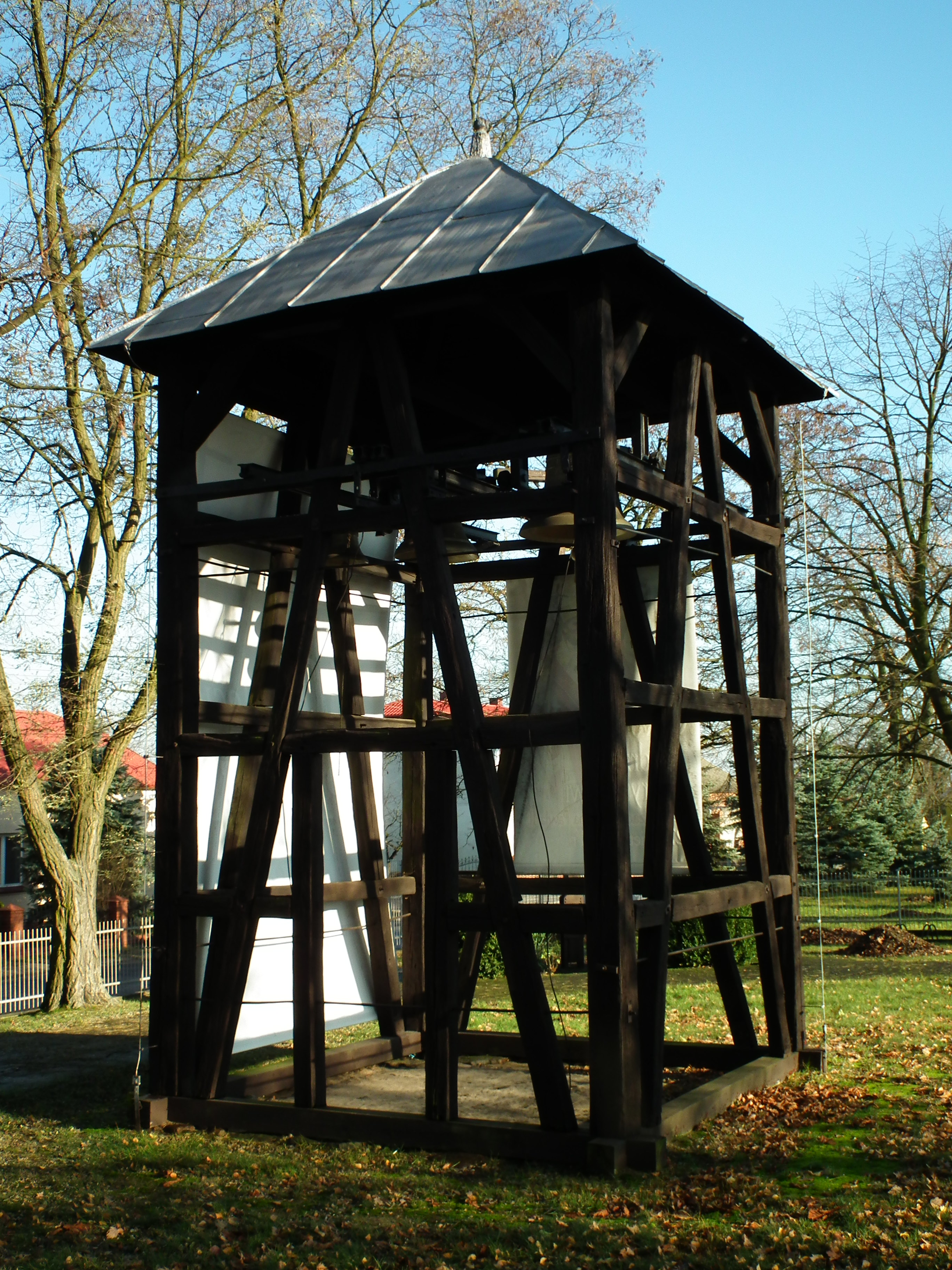
Dzwonnica